# J/APG-1
J/APG-1は、日本の三菱電機がF-2戦闘機用に開発した火器管制レーダー。アンテナ部はアクティブ・フェーズド・アレイ（AESA）式とされており、これによって本機は、アクティブ式としては、世界で初めて量産戦闘機に装備されたフェーズドアレイレーダーとなった。一機あたり価格は7億8,000万円。

## 概要
J/APG-1はアクティブ・フェーズドアレイ（能動電子走査アレイ: AESA）型アンテナを採用した火器管制レーダーで、直径約70cmのアンテナブロックに800個のアンテナモジュールを搭載している。
電子走査式であるため長距離広角捜索、捜索中追尾（TWS）能力を始めとする多目標対処能力や電子妨害に対する耐性が従来の機械式のものと比べ大きく向上している。特に、高分解能に重点が置かれている。また、ルックダウン・シュートダウン能力を備え、10機以上の目標の追尾や対空目標と対地・水上目標の同時捜索も可能である。また、機械式で必要な大きなモーターが無くユニットの小型軽量化ができ、高機動飛行時の荷重によるレーダーの故障が起きにくい。
探知能力に関しては、詳細は防衛機密で明らかにされていないが、RCSが5m2の対戦闘機かつルックダウン時で35nm(64.82km)の探知距離を持つといわれている。
レーダー作動モードとしては空対空射撃、ドッグファイト、ミサイルオーバーライド、空対地射撃、航法の5モードがありそれぞれにサブモードが用意されている。特に空対地モードでは非常に高精度なマッピングが可能である。
本機はC-1FTBに搭載し、F-15Jのレドームを装備して試験が行われ非常によい結果を残している。
なお、配備当初はレーダーの探知距離が設計時の3分の1以下になるといった初期不良が存在したが、実際にはレーダーそのものではなく機体のマッチングや艤装の問題であったと言われている。これらの不具合に対しては、その後に対策が施されている。
なお、共同開発時の“日本からの技術を必ず提供するとの保証を設ける”という付則事項に従い、開発の過程でJ/APG-1のレーダーモジュール10個とテストデータが10万USドルでアメリカ合衆国に提供されている。

### 開発年表
- 1982年
  - 技本から三菱電機に対して「将来火器管制装置」としての研究・試作を開始。
- 1986年
  - 上記「将来火器管制装置」が完成し、技術的妥当性の承認を受け、今後C-1輸送機に搭載して実機試験を行うようになる。
  - 同年　C-1輸送機の改造を行い、機首レドーム内に技本が開発したフェーズドアレイレーダーを装備し、機内に信号処理部、計算機部などのシステムと計測装置一式を搭載している。C-1による空中実機試験は、約1年を予定。
- 1990年
  - FS-X搭載用火器管制レーダーの試作として三菱電機に試作発注。
- 1991年
  - FS-X用火器管制レーダー搭載のためのC-1機体改修を川崎重工業に発注し、火器管制レーダー用のエンジニアリング・モデル搭載用のフライング・テストベッドを作成。
  - 機首レドーム先端にFS-Xの機首を模した突起物を取り付け、そこに実機の火器管制レーダーを取り付け、飛行中の動作試験を行う。
- 1995年
  - F-2試作機ロールアウト。
- 1999年
  - 量産初号機初飛行。
- 2002年
  - レーダートラブル報道。
- 2004年
  - 対領空侵犯措置任務開始。

### 機能
本レーダーは、動作モードとして「空対空」「ドッグファイト」「ミサイル・オーバーライド」「空対地射撃」「航法」の5モードを有するといわれている。また、異なる機能を同時併用するインターリーブ機能を持たせられた。
空対空モード
中射程ミサイル（MRM）、短射程ミサイル（SRM)、機関砲、目視のサブモードが設定されている。
中射程ミサイルとしては、セミ・アクティブ・ホーミングのAIM-7（AIM-7M及びAIN-7F）の運用が可能。アクティブレーダー誘導空対空ミサイルのAAM-4は、J/APG-1の開発開始時点では計画されていなかったので運用能力を持たない。
短射程ミサイルとしては、赤外線誘導空対空ミサイルのAIM-9LとAAM-3の運用が可能。オフボアサイト交戦能力を持つAAM-5は、開発時点では計画されていなかったので運用能力を持たない。
通常のレーダーであれば、ロックオンさせるとレーダー出力をロックオンした目標に集約させてその目標監視精度を大幅に向上させるようになるが、AESAの場合は、同時多目標対処モードを活用して目標監視精度向上のみならず周辺情報の入手も可能になり、自機に対する目標以外の敵対機の動向を把握することができる。
空対艦モード
本モードは空対地射撃モードの中に含有されているが、対艦攻撃に関する内容に関して記述する。
モードは、「事前計画」と「目視」のサブモードで空対艦ミサイルのASM-1とASM-2を運用する。
AESAの特性を生かして、F-1 支援戦闘機搭載のJ/AWG-12よりシー・クラッタの除去性能と探知距離を大幅に改善すると同時に、目標艦を防御する航空機の動向を同時に探ることが可能となった。
空対地射撃モード
機能としては対地攻撃及び対艦攻撃に使用されるモードであるが、ここでは空対地射撃に関してのみ記載する。
サブモードとして爆弾投下用として投下点継続計算（CCRP）、命中点連続計算（CCIP）、継続データによる投下点計算（RCCD）、初期データによる投下点計算（RCID)、ダイブ・トス爆撃のモードを持つ。
このうち爆弾投下用モードのRCCDとRCIDは、航空自衛隊独自の赤外線誘導弾GCS-1用の専用モードである。また　爆弾投下モードのうちCCIPが手動投下でそれ以外が自動投下になる。またCCIPとCCRPは昼間だけで使用され、RCCDとRCIDは昼夜間の使用が可能である。
航法モード
地上マッピングと地形回避のサブモードが設定されている。

## J/APG-2
F-2のマルチロール化改修の一環としてJ/APG-1を改良したもので、2003年（平成15年）度から2009年（平成21年）度まで技術研究本部技術開発官（航空機担当）第4開発室の下で「アクティブ・電波・ホーミング・ミサイル搭載に関する研究」の名目で、AAM-4搭載能力と、AAM-4の性能を十分に活かすためのJ/APG-1レーダーの探知距離、探知領域の大幅な延伸と同時目標対処能力の向上の研究が進められた。
改修内容としては
- 搭載機器の小型化
- 小型化により開いたスペースにAAM-4専用の指令送信装置であるJ/ARG-1を追加
- 信号処理装置を高速のものに交換
- 超高出力モジュール付空中線
- レドームの電波反射特性改善型への換装
- 探知距離延伸用ソフトウェアの採用

などがあげられる。
特に探知距離は改修によりアンテナ出力が向上したことで、一説ではF-X候補機として名前が挙がっていたF/A-18E/F Block 2搭載のAN/APG-79以上になるとされている。
2010年（平成22年）度から2020年（令和2年）度予算までに「F-2空対空戦闘能力の向上」名目でのべ119機分のレーダー改修・部品購入予算、67機分の機体改修予算が計上されている。改修作業はIRAN（定期修理）時に実施され改修されたレーダーはJ/APG-1(改)からJ/APG-2と型番が改められている。